# Pierre Balmain
Pierre Balmain (ur. 18 maja 1914 w Saint-Jean-de-Maurienne, zm. 29 czerwca 1982 w Paryżu) – francuski projektant mody i kostiumograf filmowy.

## Życiorys
Pierre Alexandre Claudius Balmain urodził się 18 maja 1914 roku w Saint-Jean-de-Maurienne w południowo-wschodnim regionie Francji (Sabaudii). Ojciec Pierra – Maurice Balmain – był handlarzem tkanin. Zmarł, kiedy chłopiec miał 7 lat pozostawiając go z matką, która wspólnie ze swoimi siostrami prowadziła butik z ubraniami.
Pierre Balmain podjął studia na wydziale architektury przy Ecole des Beax Arts. Szybko podjął decyzję o przerwaniu nauki, aby pracować dla projektanta Edwarda Molyneuxa w latach 1934-1939. Po wybuchu II wojny światowej Pierre przerwał swoją pracę jako projektant. Przez dwa lata służył we francuskiej armii. W 1941 roku został asystentem Luciana Lelonga (ucznia Christiana Diora).
W 1945 roku Pierre otworzył własny dom mody Balmain. Pomogła mu w tym przyjaciółka pisarka Gertrude Stein. Napisała artykuł na temat projektów Pierra dla magazynu Vogue. Dzięki takiej reklamie dom mody Balmain zdobywał coraz więcej klientek – gwiazd kina, a nawet wśród ówczesnej arystokracji, jak np. królowa Tajlandii Sirikit królowa Belgii Fabiola i księżna Windsoru Wallis Simpson.
Pierwsza kolekcja domu mody Balmain opierała się na klasycznych kreacjach wieczorowych — głównie sukienkach i damskich garniturach. Debiutanckie projekty wyróżniały się także zdobieniami z kamieni oraz haftów.
Dwa lata po otwarciu domu mody Balmain, Pierre wypuścił na rynek pierwsze perfumy Elysees 64-83, których nazwa nawiązywała do numeru telefonu do jego elitarnego warsztatu krawieckiego. W 1950 roku otwarto pierwszy butik Balmain w Stanach Zjednoczonych.
W 1947 roku asystentem Balmain został Karl Lagerfeld, który współpracował z marką do 1956 roku.
Pierre Balmain był również twórcą kostiumów do kilkunastu filmów (m.in. dla Sophie Loren do roli w Milionerce) i przedstawień teatralnych wystawianych na Broadwayu. Balmain był nominowany do nagrody Tony w kategorii Najlepszy Projekt Kostiumu oraz wygrał nagrodę Drama Desk Award za kostiumy do musicalu Happy New Year.
Pierre Balmain ubierał takie osobistości, jak Marlene Dietrich, Katharine Hepburn, Sophia Loren, Ingrid Bergman, Dalida czy Brigitte Bardot. W roku 1964 ukazała się jego autobiografia zatytułowana My Years and Seasons.

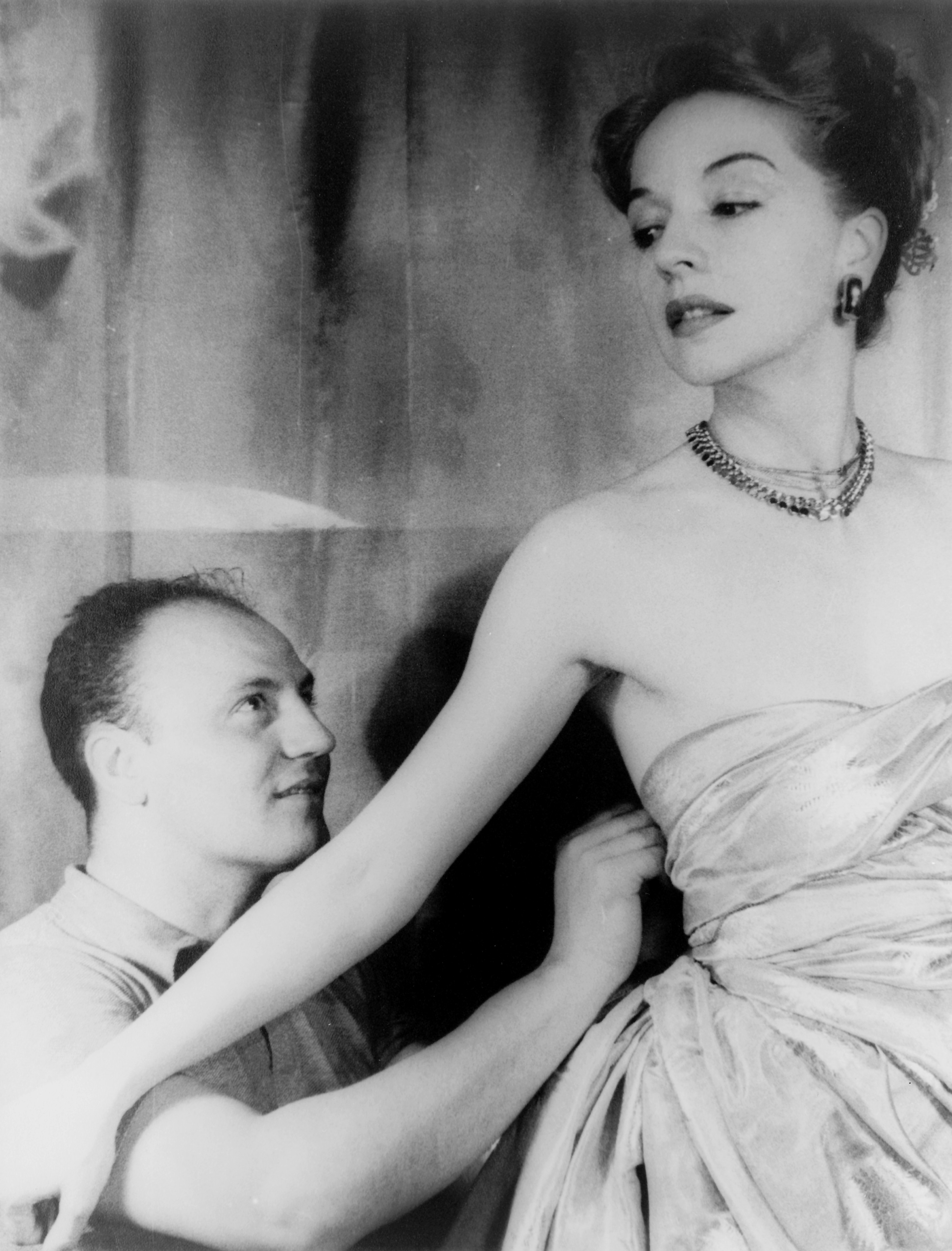
Pierre Balmain i aktorka Ruth Ford, autor Carl Van Vechten, 9 listopada 1947

## Filmografia
- 1954: Zdrada
- 1954: Jeden krok do wieczności
- 1955: Pamiętnik majora Thompsona
- 1956: Szantażyści
- 1957: Ogień pod pokładem
- 1960: Milionerka
- 1961: Rzymska wiosna pani Stone
- 1967: Siedem razy kobieta